# شهرستان جانگهونگ
شهرستان جانگهونگ (به لاتین: Jangheung County) یک منطقهٔ مسکونی در کره جنوبی است، که در جئولانام-دو واقع شده‌است. شهرستان جانگهونگ ۶۱۷٫۹۶ کیلومتر مربع مساحت و ۵۳٬۳۹۲ نفر جمعیت دارد.